# Ist-Ahro Warwa
Ist-Ahro Warwa (ukr. Футбольний клуб «Іст-Агро» Варва, Futbolnyj Kłub "Ist-Ahro" Warwa) – ukraiński klub piłkarski z siedzibą w Warwie, w obwodzie czernihowskim.
W latach 1996–1998 występował w rozgrywkach ukraińskiej Drugiej Lihi.

## Historia
Chronologia nazw:
- 1963: Fakeł Warwa (ukr. «Факел» Варва)
- 197?: Naftowyk Warwa (ukr. «Нафтовик» Варва)
- 1994: Fakeł Warwa (ukr. «Факел» Варва)
- 1998: HPZ Warwa (ukr. ГПЗ Варва)
- 2001: Fakeł Warwa (ukr. «Факел» Варва)
- 2002: Fakeł-HPZ Warwa (ukr. «Факел-ГПЗ» Варва)
- 2004: klub rozwiązano
- 2005: Drużba-Nowa Warwa (ukr. «Дружба-Нова» Варва)
- 2006: Drużba-Nowa-CzDIEU Warwa (ukr. «Дружба-Нова-ЧДІЕУ» Варва)
- 2007: Drużba-Nowa Warwa (ukr. «Дружба-Нова» Варва)
- 2013: klub rozwiązano
- 2014: Ist-Ahro Warwa (ukr. «Іст-Агро» Варва)
- 2017: klub rozwiązano

Drużyna piłkarska Fakeł została założona w mieście Warwa w 1992 roku. Zespół występował w rozgrywkach mistrzostw i Pucharu obwodu czernihowskiego. Potem klub przyjął nazwę Naftowyk.
Od początku rozgrywek w niezależnej Ukrainie klub występował w rozgrywkach Mistrzostw Ukrainy spośród zespołów kultury fizycznej. W sezonie 1992/93 zajął 10. miejsce w 3 grupie. Potem przerwał występy w Amatorskiej Lidze. W 1994 klub wrócił do historycznej nazwy Fakeł, a w sezonie 1995/96 ponownie startował w Amatorskiej Lidze, gdzie zajął pierwsze miejsce w 4 grupie i zdobył awans do rozgrywek profesjonalnych. W sezonie 1996/97 debiutował w rozgrywkach Drugiej Lihi, Grupie A, w której zajął 2. miejsce. W następnym sezonie powtórzył swoje osiągnięcie.
22 grudnia 1997 roku w katastrofie lotniczej (lot Kijów - Saloniki) zginął prezes Fakeła Iwan Sydorenko. Komitet Związkowy Zakładu Przeróbki Gazu (ukr. ГПЗ - газопереробний завод) objął zespół swoją opieką, nadając mu nazwę HPZ i zmieniając status zespołu zawodowego na amatorski. Przed rozpoczęciem sezonu 1998/99 klub zrezygnował z dalszych rozgrywek na szczeblu profesjonalnym i zgłosił się do rozgrywek w Amatorskiej Lidze. Najpierw zajął pierwsze miejsce w 2 grupie, a potem w turnieju finałowym zdobył trzecie miejsce. W sezonie 1999 zajął ponownie pierwsze miejsce w 2 grupie, a potem w turnieju finałowym tylko 5-6. miejsce. W sezonie 2000 zajął najpierw pierwsze miejsce w 4 grupie, dalej pierwsze w 11 grupie i na koniec w turnieju finałowym zdobył mistrzostwo Amatorskiej Lihi. Jednak przez brak odpowiedniego finansowania klub odmówił udziału w rozgrywkach na szczeblu profesjonalnym i kontynuował występy w Amatorskiej Lidze. W 2001 przywrócił nazwę Fakeł, zajmując w drugim etapie trzecie miejsce w 2 grupie. W 2002 roku z nazwą Fakeł-HPZ został sklasyfikowany na końcowej trzeciej pozycji. W 2003 roku awansował do drugiego etapu, gdzie był drugi w 1 grupie, ale potem zrezygnował z turnieju finałowego. W 2004 zespół brał udział w rozgrywkach Pucharu obwodu czernihowskiego.
Potem pod nazwą Drużba-Nowa i Ist-Ahro kontynuował występy w rozgrywkach Mistrzostw i Pucharu obwodu.

## Sukcesy
- Druha Liha:

2 miejsce: 1996/97, 1997/98
- Puchar Ukrainy:

1/64 finału: 1995/96, 1996/97, 1997/98